# Полушин Олександр Сергійович
Олександр Сергійович Полушин (рос. Александр Сергеевич Полушин; народився 8 травня 1983 у м. Кірово-Чепецьку, СРСР) — російський хокеїст, правий нападник. Виступає за «Німан» (Гродно) у Білоруській Екстралізі. 
Вихованець хокейної школи «Олімпія» (Кірово-Чепецьк). Виступав за «Спартак» (Москва), ХК «МВД» (Твер), ЦСКА (Москва), «Сєвєрсталь» (Череповець), «Крила Рад» (Москва).
У складі національної збірної Росії учасник EHT 2003. У складі молодіжної збірної Росії учасник учасник чемпіонатів світу 2002 і 2003. У складі юніорської збірної Росії учасник учасник чемпіонату світу 2001.
Срібний призер чемпіонату Білорусі (2011).